# Théorie Matalon-Matkowsky-Clavin-Joulin
La théorie Matalon-Matkowsky-Clavin-Joulin est un modèle hydrodynamique d'une flamme prémélangée avec un plissement de flamme de grande amplitude, développé indépendamment par Moshe Matalon, Bernard J. Matkowsky, Paul Clavin et Guy Joulin, à la suite de l'étude pionnière de Paul Clavin et Forman Williams et par Pierre Pelcé et Paul Clavin. Cette théorie a permis de calculer le taux de combustion d'une flamme plissée et étirée par le champ d'écoulement.

## Vitesse de combustion
Selon la théorie Matalon–Matkowsky–Clavin–Joulin, si {\displaystyle S_{L}} et {\displaystyle \delta _{L}} sont la vitesse de combustion laminaire et l'épaisseur d'une flamme plane, {\displaystyle \tau _{L}=D_{T,u}/S_{L}^{2}} le temps de séjour de la flamme correspondant avec {\displaystyle D_{T,u}} la diffusivité thermique dans le gaz non brûlé, alors le rapport de la vitesse de combustion {\displaystyle S_{T}} de la flamme par rapport à celle de la flamme laminaire est donné par :
{\displaystyle {\frac {S_{T}}{S_{L}}}=1+{\mathcal {M}}_{c}\delta _{L}\nabla \cdot \mathbf {n} +{\mathcal {M}}_{s}\tau _{L}\mathbf {n} \mathbf {n} :\nabla \mathbf {v} }
où {\displaystyle \mathbf {n} } est la normale à la surface de la flamme (pointant vers le côté des gaz brûlés), {\displaystyle \mathbf {v} } est la vitesse d'écoulement évaluée au niveau de la surface de flamme, {\displaystyle {\mathcal {M}}_{c}} et {\displaystyle {\mathcal {M}}_{s}} sont les deux nombres de Markstein associés au terme de courbure {\displaystyle \nabla \cdot \mathbf {n} } et au terme de déformation{\displaystyle \mathbf {n} \mathbf {n} :\nabla \mathbf {v} }.